# Siti Nurhaliza
Siti Nurhaliza, född 11 januari 1979, Malaysia, malaysisk R&B-sångerska.